# Prana

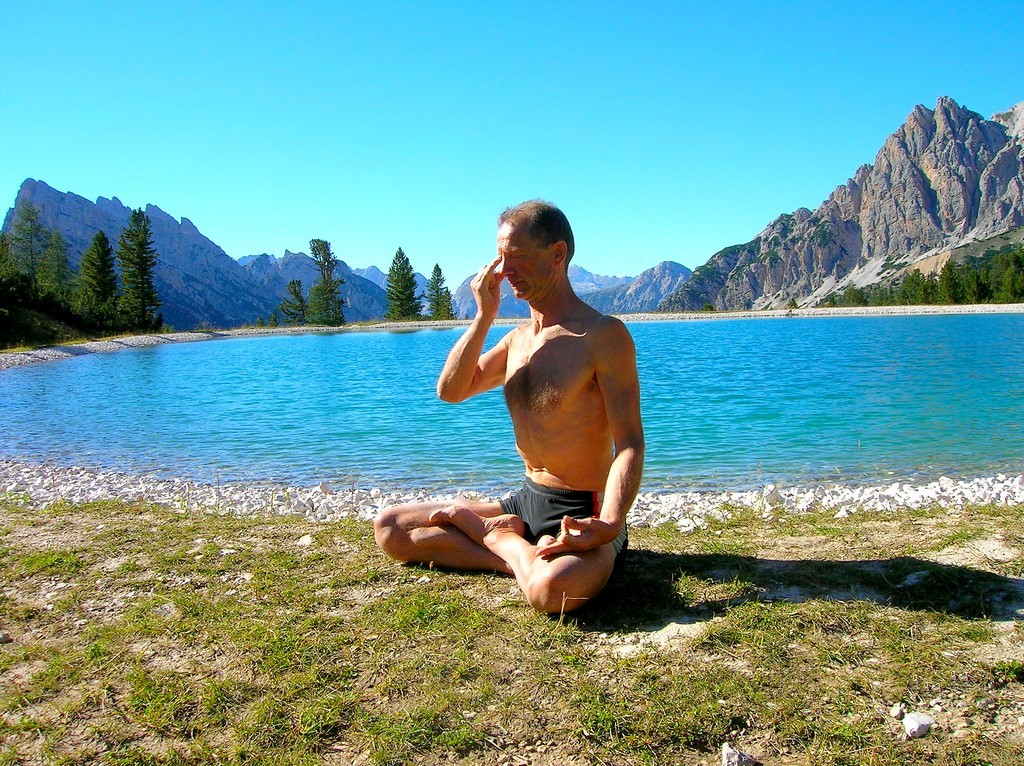
Instructor de Kundalini yoga practicando Pranayama

En el marco del hinduismo, el prana o prāna es una palabra en sánscrito que significa  'aliento' o ‘aire inspirado’, y que representa la fuerza o energía vital; la cual impregna la realidad en todos los niveles, incluidos los objetos inanimados.
Su concepto sería similar al concepto griego de Pneuma.

## Etimología
- prāṇa, en el sistema AITS (alfabeto internacional para la transliteración del sánscrito).
- प्राण, en escritura devanagari del sánscrito.
- Etimología: el sustantivo prāna proviene del verbo prāṇ: ‘aspirar’, que está relacionado con pra-an, siendo pra: ‘completar’; y an (ā́nīt en el Rig-veda 10, 129, 2), ‘respirar, jadear, boquear, respirar con dificultad’.[1]

## Significado
La primera mención de la palabra prana aparece en el Rigveda (el texto más antiguo de la India, de mediados del II milenio a. C.), donde significa ‘respiración’ en el sentido de ‘vida’.
"El aire y el oxígeno que hay en el prana pueden considerarse como sus manifestaciones, pero no constituyen el prana en sí mismo. El prana es más sutil, más fundamental que cualquier tipo de gas".
- - prana já: ‘matar la vida’.
  - prana niján: ‘destruir la vida’, matar.
  - prana much: ‘privar de la vida’, matar.
  - prana paritiash: abandonar la vida, morir.
  - prana raksa: ‘salvar la vida’.
  - tuam me prana: ‘tú, para mí, la vida’.

Otras combinaciones de palabras:
- - pati-prana: una mujer cuyo esposo es tan querido como su propia vida; en el Jitopadesa.
  - prana-grajá: ‘captador de respiración’, ‘agarrador de aire’, la nariz (término masculino, en sánscrito); en The practical sanskrit-english dictionary, de V. S. Apte.
  - prana-grajá: ‘captador de vida’, un tipo de recipiente para la droga alucinógena soma; en el Taitiríia-samjita.

## Canales de prana
Según la medicina del Ayurveda y el yoga, el prana (la fuerza vital representada en el ‘aire inspirado’) fluye a través de una red de canales llamados Nadís, que están distribuidos por todo el cuerpo, se dice que está asociado con la red de arterias y venas aunque esto no ha sido comprobado
Según la Chāndogya Upaniṣad (texto en sánscrito de mediados del I milenio a. C.), el aire inspirado ―no se habla allí de «fluido magnético»― circula por tres nadís (‘tubos’ en idioma sánscrito):
- Sushumná: tubo central, este canal va desde el Mūlādhāra (el primer chakra ubicado entre los genitales y el ano) hasta el Sahasrara (el séptimo y último chakra ubicado en la coronilla).
- Idá: es el canal que va desde el lado izquierdo del cuerpo, y a su vez del Susumná, pasa por cada chakra alternando de lado a lado, y llega hasta el Sahasrara.
- Pingalá: es el canal que va desde el lado derecho del cuerpo, y a su vez del Susumná, pasa también por cada chakra alternando de lado a lado, y llega hasta el Sahasrara.

En las prácticas del pranayama, el "Nadi Shodan" (que consiste en ir tapando con el dedo anular y pulgar consecutivamente una y otra fosa nasal, mientras se inspira y espira) permite que el prana fluya mejor por el cuerpo, y se eliminan los bloqueos en los Nadis, así como la eliminación de toxinas de la sangre. Con la aparición de la medicina Ayurveda (hacia el siglo IV a. C.) se pudo conocer más del interior del cuerpo humano.
La tradición define Pranotthana como aquella situación en que el prana entra en un período de intensa actividad.

## Cinco pranas
Hay cinco tipos de prana (aire):
- prana propiamente dicho: el aire (fuerza vital) que se inspira.
- udana: el prana que está en la garganta y sube (no especifica si sube para salir al exterior por la boca o la nariz, o si sube a la cabeza para llevarle vida). Aparece ya en el Atharvaveda (11, 8, 4), el cuarto libro más antiguo de la India, de fines del II milenio a. C.
- viana: el prana que circula o se difunde por todo el cuerpo. En el Atharvaveda aparece personificado como hijo de Apaná (personificación del flato).
- samana: es el prana que hace ruido en el estómago (ventris crépitus o ‘crepitar del vientre’ en latín). Circula al nivel del ombligo y es esencial para la digestión de los alimentos. En Átharva-veda aparece personificado como hijo de Sadhia.
- apana:el prana hacia abajo, asociado al flato (aire intestinal), aire especial para empujar el excremento (cuando se cierra la garganta y se hace fuerza hacia abajo, en realidad no es un aire especial, sino que los músculos del tórax empujan los pulmones hacia abajo, oprimiendo el diafragma y los intestinos que este cubre).

## El prana en el Yoga

### El prana como uno de los koshas
Kosha en sánscrito, quiere decir funda o envoltura, del ser, del alma. Son representaciones para entender como somos. El humano tiene 5 koshas y el prana-maya-kosha constituye la cuarta ‘funda o envoltura’
El atman (el "alma") está cubierta por cinco koshas:
1. Ananda-Maya-Kosha (funda o envoltura de la felicidad) Cuerpo causal, en el que se trasciende y se tiene felicidad plena.
2. Vigñana-Maya-Kosha (funda o envoltura del conocimiento) La envoltura intelectual, cuando el aprendizaje de mano maya kosha se convierte en conocimiento.
3. Mano-Maya-Kosha (funda o envoltura de los sentidos) es el uso de los sentidos del exterior hacia el interior del ser, es decir, como se absorbe y digiere la información externa en aprendizaje útil.
4. prana-Maya-Kosha (funda o envoltura del prana) energética, compuesta por el prana o energía vital.
5. Anna-Maya-Kosha (funda o envoltura de la energía manifestada), la más burda, es la envoltura del cuerpo físico, el que se puede palpar y con el que se es visto.

### Prāṇāyāma
Prāṇāyāma es un término común para varias técnicas de yoga que tienen como objetivo acumular, expandir y trabajar con prana. 
Pranayama es una de las ocho ramas del yoga y es una práctica de técnicas de control de la respiración específicas y, a menudo, intrincadas. La dinámica y las leyes de Prana se entendieron a través de la práctica sistemática de Pranayama para obtener dominio sobre Prana.

## El prana en el Ocultismo europeo
Según el ocultismo occidental, y el yoga, el prana no sería el significado literal de 'aire inspirado' sino corresponde a una energía universal invisible e inmedible que se encuentra en todo el cosmos, tanto en las cosas animadas como inanimadas, este ingresa en el cuerpo a través de la respiración. Los nadís no serían entonces los tubos por donde corre el prana dentro del cuerpo, sino canales akásicos o etéricos (siendo akasha ‘éter’ en sánscrito) por donde fluye la energía, penetrando de esta manera todas y cada una de las partes del cuerpo, renovándolas, y rejuveneciendolas. Esos canales estarían distribuidos y entretejidos en todo el cuerpo, y a través de ellos fluiría la energía prana.
Según la escritora ucraniana Helena Blavatsky (1831-1891) la interrelación de los canales energéticos susumná, ida y pingalá se simboliza con el caduceo del dios romano Mercurio. Igualmente postuló que el ser humano posee una constitución septenaria, de la que el prana sería el sexto principio:
1. "brahman (divinidad)
2. atman (alma).
3. buddhi (inteligencia).
4. manas (mente).
5. kama-manas (mente deseante).
6. cuerpo astral.
7. ""prana"".
8. cuerpo físico.

El escritor ocultista británico C. W. Leadbeater (1854-1934) escribió que el prana sería una energía que viene dentro del aire inspirado, que corre por los nadís y es utilizada por medio del aparato circulatorio y el sistema nervioso.
Él diferenciaba el prana del mesmerismo o "magnetismo humano", que es el «fluido peculiar» de los nervios, especializado en la médula espinal y constituido por la energía vital entremezclada con la kundalini.

## Equivalencia del prana ocultista en la medicina china
En la medicina china tradicional, especialmente en la acupuntura y sus derivaciones, el equivalente al prana ― es el qui.